# Gardefort
Gardefort település Franciaországban, Cher megyében. Lakosainak száma 126 fő (2022. január 1.). Gardefort Feux, Jalognes, Veaugues és Vinon községekkel határos.

## Népesség
A település népessége az elmúlt években az alábbi módon változott:
| Lakosok száma | 132  | 112  | 128  | 112  | 146  | 148  | 142  | 129  | 127  | 126  |
|               | 1968 | 1982 | 1990 | 2006 | 2013 | 2015 | 2017 | 2019 | 2020 | 2022 |